# Rhytidoponera inornata
Rhytidoponera inornata é uma espécie de formiga do gênero Rhytidoponera.